# Малинкович, Антонин
Антонин Малинкович (чеш. Antonín Malinkovič; 13 августа 1930[…], Charvátská Nová Ves — 15 сентября 2016) — чехословацкий гребец, выступавший за сборную Чехословакии по академической гребле в 1950-х годах. Победитель и призёр первенств национального значения, участник летних Олимпийских игр в Хельсинки.

## Биография
Антонин Малинкович родился 13 августа 1930 года в пригороде Бржецлава, Чехословакия. Занимался академической греблей в местном клубе SVK Břeclav.
Наиболее значимое выступление в своей спортивной карьере совершил в сезоне 1952 года, когда вошёл в состав чехословацкой национальной сборной и благодаря череде удачных выступлений удостоился права защищать честь страны на летних Олимпийских играх в Хельсинки. В парных двойках вместе с напарником Иржи Выкоукалом со второго места преодолел предварительный квалификационный этап, был лучшим на стадии полуфиналов, тогда как в решающем финальном заезде финишировал пятым, уступив победившей команде из Аргентины более 20 секунд.
После хельсинкской Олимпиады Малинкович больше не показывал сколько-нибудь значимых результатов в академической гребле на международной арене.
Умер 15 сентября 2016 года в возрасте 86 лет.